# Helen Heng

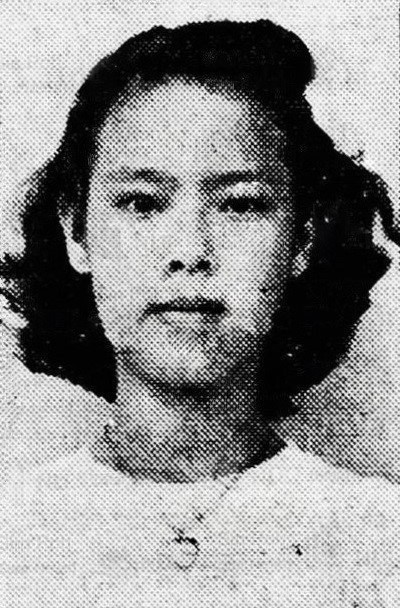
Helen Heng 1951

Helen Heng Siak Neo (* 1932; † 16. April 2018) war eine Badmintonspielerin aus Singapur.

## Karriere
Ihren ersten großen internationalen Erfolg feierte Heng 1948 bei den Malaysia Open, als sie sowohl das Dameneinzel und auch das Damendoppel mit Alice Pennefather gewann. Ein Jahr später war Helen Heng bei der gleichen Veranstaltung im Dameneinzel erneut erfolgreich.
1949 gewann sie bei den nationalen Titelkämpfen von Singapur das Endspiel im Damendoppel mit ihrer Schwester Mary Sim gegen Mrs. Ong Heng Kwee und Alice Pennefather. 1947 stand Heng gemeinsam mit Nellie Loo bereits im Finale des Damendoppels der Juniorenmeisterschaften von Singapur gegen Lau Hui Keow und Tay Kim It. 1950 verteidigte Heng ihre beiden Titel im Einzel und Doppel bei den Singapur Open.